# Esteban Benzecry
Esteban Benzecry (Lisboa, 13 de abril de 1970)) es un compositor argentino residente en Francia desde 1997.

## Biografía
Compositor argentino nacido en Lisboa en 1970, hijo del director de orquesta y músico argentino Mario Benzecry (1936-). Después de crecer en Argentina vivió en Francia desde 1997, y obtuvo la nacionalidad francesa en 2011.
En 1995 fue invitado como compositor en residencia a la Academie Internationale de Musique Yehudi Menuhin, de alguna ciudad de Suiza.
En 1997 se trasladó a París (Francia), donde realizó estudios de composición en el Conservatorio de París bajo la guía de los maestros Paul Méfano y Jacques Charpentier. También realizó cursos de «nuevas técnicas» de música electroacústica dictado por los maestros Luis Naón y Laurent Cuniot en el Conservatorio Nacional Superior de París.
Está casado con Fernanda V. Caputi Monteverde.
En Argentina se recibió de «profesor nacional de pintura» en la Escuela Nacional de Bellas Artes Prilidiano Pueyrredón. Paralelamente, estudió composición con los maestros Sergio Hualpa y Haydée Gerardi.
Es autor de tres sinfonías (su primera sinfonía El compendio de la vida, escrita en 1993, está inspirado en cuatro pinturas de su autoría), varias obras sinfónicas y de cámara. Sus obras más recientes intentan una fusión entre los ritmos y raíces latinoamericanas que toma como fuente de inspiración y las diferentes corrientes estéticas de la música contemporánea europea, creando así un lenguaje personal.
Una crítica publicada en la revista francesa Le Monde de la Musique en julio de 2001 lo califica como un «heredero lejano» del brasileño Heitor Villa-Lobos (1887-1959) y del argentino Alberto Ginastera (1916-1983) por la utilización imaginativa del patrimonio musical latinoamericano.[cita requerida]
Sus obras son interpretadas y encargadas por importantes orquestas de todo el mundo como
la Orquesta Filarmónica de Nueva York,
la Orquesta Filarmónica de Los Ángeles,
la Orquesta Nacional de España,
la Orquesta Nacional de Francia,
la Orquesta Filarmónica de Buenos Aires,
la Orquesta Sinfónica Simón Bolívar (de Venezuela),
entre otras.
Sus obras han sido dirigidas por directores como
Mario Benzecry (su padre),
Gustavo Dudamel,
Yannick Nézet-Séguin,
y sus obras han sido interpretadas por artistas de la talla de
Gautier Capuçon,
Jesús Castro Balbi,
Sol Gabetta,
Horacio Lavandera,
Alberto Lysy,
Sergio Tiempo,
entre otros.
En 2015, fue compositor invitado de Radio France dentro del marco del Festival Présences, dedicado al continente americano, donde con la Orquesta Filarmónica de Radio Francia y la Orquesta Nacional de Francia estrenaron su Concierto para violonchelo y orquesta con Gautier Capuçon como solista, su díptico Madre Tierra (ambas compuestas por encargo de Radio France), y Rituales amerindios.
Durante la temporada 2015/2016 fue compositor en residencia de la Orquesta Pasdeloup, que interpretó ocho de sus obras sinfónicas en la Philharmonie de Paris, Théâtre du Châtelet y Salle Gaveau.
Su obra Pachamama, para orquesta, fue interpretada en 2015 dentro del marco del histórico concierto inaugural de la sala sinfónica del Centro Cultural Domingo Faustino Sarmiento por la Orquesta Sinfónica Nacional de Argentina bajo la dirección del maestro Pedro Ignacio Calderón.
Distinguido por la Asociación de Críticos Musicales de la Argentina, en 1992 como «joven revelación», dicha asociación le otorgó el premio a la mejor obra en 1994 por su primera sinfonía El compendio de la vida, en 2006 por su obra La lumière de Pacha Camac, en 2009 por su obra Patagonia, y finalmente en 2018 por su Ciclo de canciones para soprano y orquesta.
Recibió el premio Delmas (1999), el premio Tronchet (2002), el premio Georges Wildenstein (2006) otorgados por la Academia de Bellas Artes del Instituto de Francia, el premio de la Fundación Groupe d’Entreprise Banque Populaire-Natexis (2004), y el premio de la John Simon Guggenheim Memorial Foundation de Nueva York (2008).
Ha sido becario de la institución estadounidense Interamerican Music Friends de Washington D. C. (Estados Unidos) y del Mozarteum Argentino (Buenos Aires).
En 2019 fue premiado por la Fundación Konex con el Konex de Platino al compositor más relevante de la última década de la Argentina.

## Selección de obras

### Obras sinfónicas
- 1993: El compendio de la vida (Sinfonía n.º 1).
- 1993: Obertura tanguera.
- 1996: Sinfonía n.º 2 en dos movimentos.
- 1999: * Sinfonía n.º 3 Preludio a un nuevo milenio.
- 2001: Inti Raymi: la fiesta del sol de los incas.
- 2002: Colores de la cruz del sur.
- 1994-2003: Paisaje nocturno, para violín y cuerdas. (1994-2003).
- 2005: Evocation d'un rêve para violín y orquesta.
- 2005-2007: Concierto para violín y orquesta (2005-2007).
- 2008: Rituales amerindios.
- 2009: Fantasia Mastay.
- 2010: Concierto para clarinete y orquesta.
- 2011: De otros cielos, otros mares... para coro y orquesta.
- 2022: Concierto para Orquesta

### Obras para ensambles
- 2000: La lumière de Pacha Camac, para 8 violonchelos (2000)
- 2004: Tres mitos andinos, para 10 instrumentos (2004)
- 2005: La sombra del toro rojo, para 11 instrumentos (2005)
- 2005: Como una luz desde el infinito, para 7 instrumentos (2005)
- 2006: Huenu Leufu (Río del Cielo), para 8 instrumentos (2006)
- 2006: Pillan Quitral - El fuego sagrado, para 15 instrumentos (2006)

## Discografía
- El compendio de la vida, Editions Cosentino (IRCO 299) Orchestral Works.

El Compendio de la Vida (Symphonie n°1) - Obertura Tanguera-
Concertino pour violoncelle et cordes- Sinfonietta Americana.
- CD «El compendio de la vida», ficha publicada en el sitio web TangoStore.

- Rapsodia latina, obras para violonchelo y piano - Lin/Castro-Balbi Duo

Toccata y misterio, Rapsodia andina.
FILA0102
- Filarmonika Publishing

- Con Arriaga en su segundo centenario

CD Hommage a Arriaga – Colección Fundación BBK n°14
- XXX Aniversario LIM Como una luz desde el infinito para ensamble.

Dirección: Jesús Villa Rojo
LIM CD 020
- Horacio Lavandera CD & DVD Compositores Argentinos "Toccata Newén" para piano.

- Sony B.M.G. *  Archivado el 22 de julio de 2011 en Wayback Machine.
- The secret garden - Noël Wan, harp. «Alwa, para arpa».[3]

- Sur: Fort Worth Symphony Orchestra, Miguel Harth Bedoya, conductor "Colores de la Cruz del Sur, for orchestra. FWSO LIVE. Caminos del inka (Filarmonika Publishing).[4]